# H. Robert Reynolds
Harrah Robert Reynolds (Canton, 10 april 1934) is een Amerikaans dirigent, muziekpedagoog en arrangeur.

## Levensloop
Reynolds studeerde aan de Universiteit van Michigan in Ann Arbor, onder andere orkestdirectie bij Elizabeth Green. Zijn muzikale carrière begon hij als dirigent en docent aan de Onsted Michigan Public Schools. Vervolgens werd hij muziekleraar en dirigent aan de Anaheim High School in Californië. Daarna werd hij docent en dirigent aan de California State University - Long Beach. Later werd hij benoemd tot docent en dirigent aan de Universiteit van Wisconsin in Milwaukee. In 1975 kwam hij als "Henry F. Thurnau Professor of Music", hoofd van de dirigentenopleiding, hoofd van de afdeling voor instrumentale studies en dirigent van de harmonieorkesten aan de Universiteit van Michigan in Ann Arbor. In 2001 ging hij met pensioen. Verder was hij meer dan 20 jaar dirigent van een professioneel ensemble, de Detroit Chamber Winds and Strings, dat is gevormd door leden van het Detroit Symphony Orchestra. 
Ook was hij chef-dirigent van het harmonieorkest van de Thornton School of Music aan de University of Southern California in Los Angeles.
In zijn actieve loopbaan heeft Reynolds Langspeelplaten en cd-opnames uitgebracht bij onder andere Deutsche Grammophon, Koch International, Pro Arte en  Caprice. Reynolds heeft in de voornaamste concertgebouwen in de Verenigde Staten gedirigeerd zoals in de Carnegie Hall en in het Lincoln Center te New York, in de Orchestra Hall in Chicago (de thuishaven van het Chicago Symphony Orchestra) in de John F. Kennedy Center for the Performing Arts te Washington, in de Powell Symphony Hall in Saint Louis (Missouri) en in het concertgebouw van de Academy of Music in Philadelphia (Pennsylvania). Maar ook in Europa is hij een bekende dirigent en heeft naast optredens in Milaan, Florence, Zürich en Berlijn ook in het Concertgebouw in Amsterdam gedirigeerd. 
Vooral in de HaFa-wereld dirigeerde hij vele premières van werken van eigentijdse componisten zoals Leslie Bassett, William Bolcom, Aaron Copland, Michael Daugherty, Henryk Gorecki, Karel Husa, György Ligeti, Darius Milhaud, Bernard Rands, Gunther Schuller en Karlheinz Stockhausen en Morten Lauridsen.
Reynolds was voorzitter van de College Band Directors' National Association (CBDNA) en de Big Ten Band Directors' Association. Hij behoort tot de drie leden van de commissie van het "National Awards Panel" van de American Society of Composers, Authors and Publishers (ASCAP).